# 山崎遙
山崎遙（日语：／ Yamazaki Haruka，1991年6月27日—）是日本女性聲優、歌手，神奈川縣出身，身高158cm。所屬事務所為ARTSVISION。代表作品有《旋風管家系列》的水蓮寺璐珈、《偶像大師 百萬人演唱會！》的春日未來等等。暱稱有「ぴょん」、「ぴょん吉」、「はるにゃん」。

## 經歷
自日本播音演技研究所畢業後，於2010年加入ARTSVISION。
2011年，於《劇場版 旋風管家 HEAVEN IS A PLACE ON EARTH》飾演水蓮寺璐珈
，成為她的首部動畫代表作。
2016年7月，首次於舞台劇「シズ☆ゲキ ストライド」以演員身份出演。
2018年2月3日, 在「NBCUniversal ANIME×MUSIC FESTIVAL」演唱會上以神秘來賓登場歌唱並宣布個人出道。

## 人物
- 從少年到元氣型少女、成熟的女性都能充分演繹。暱稱的「ぴょん吉[1]」是年幼時由父母取的[8]。

- 首次認識與憧憬的聲優為《鋼之鍊金術師》飾演愛德華·艾力克的朴璐美，認為即使年齡增長也能聲飾少年音的朴璐美相當厲害[9]。另外，成為聲優的契機是因為得知三瓶由布子和名塚佳織以國中生的身份出演《Da!Da!Da!》，而有了想要成為聲優的念頭[9]。

- 興趣與專長是籃球、料理、歌唱、競技體操、吹奏薩克斯風[5]。國中時代擔任管樂部低音組組長，負責吹奏中音薩克斯[10]，高中時代則加入輕音部[10]。

- 家庭裡有小五歲的妹妹[11][12]。2016年4月開始飼養阿比西尼亞貓種的貓[13]，名子為「米歇爾」[14]。

- 與同期進入日本播音演技研究所同期畢業的東山奈央關係密切，兩人曾亦是同一事務所。
- 2016年1月開始，與同為聲優的Machico、愛美、高橋未奈美關係良好，這四人的組合被稱為「まち吉あいみーな」[15]。

- 以「水沒有味道」為理由討厭喝水[16]，在活動或廣播中喝的多為檸檬茶，被觀眾稱為「黃色的水」。另外，非常喜歡牛奶[17]。
- 迪士尼熱愛者，擁有迪士尼的兩園全年護照[18]，經常與家人、朋友一起去玩。

## 出演作品
※粗體字表示說明飾演的主要角色。

### 電視動畫
2011年
- 搖曳百合（高岡尋、女學生）

2012年
- 心靈鏈環（海道）
- 只要你說你愛我（男孩子、女學生、泉）
- 鄰座的怪同學（男孩子）
- 旋風管家！CAN'T TAKE MY EYES OFF YOU（水蓮寺璐珈[19]）
- 搖曳百合♪♪（電視播報、小學老師、繪里的母親、大室家母親）
- 輪迴的拉格朗日season2（新田加奈）

2013年
- AKB0048 next stage（觀眾A）
- 我女友與青梅竹馬的慘烈修羅場（女學生B、青葉皋月、鈴宮吉乃、幼時的銳太）
- 琴浦小姐（女孩）
- 櫻花莊的寵物女孩（長谷栞奈）
- 翠星上的加爾岡緹亞（柏莉奴莉[20]）
- 特例措施團體斯特拉女子學院高等科C³部（望月宮城）
- 初音島III
- 科學超電磁炮S（姐姐、女性）
- 來自風平浪靜的明天（柳那茅）
- 惡魔高校D×D NEW（桐生藍華[21]）
- 打工吧！魔王大人（東海林佳織、店員）
- 旋風管家！Cuties（水蓮寺璐珈[22]）
- Free!（女孩子）
- Vividred Operation（天城水羽[23]）
- 白色相簿2（深谷亞紀）
- LoveLive!（學生A）
- 蘿球社！SS（中野夢）

2014年
- 日常生活中的異能戰鬥（神崎燈代[24]）
- 黑執事Book of Circus（少女）
- 選擇感染者WIXOSS（女學生）
- 新哆啦A夢（店員[25]）
- 排球少年!!（日向夏、學生A）

2015年
- 絕對雙刃（莉莉絲·布里斯托[26]）
- 惡魔高校D×D BorN（桐生藍華）
- 蜡笔小新（河童大姊姊B）
- 下流梗不存在的灰暗世界（奧間狸吉〈少年〉）
- 魔物娘的同居日常（美洛[27]）
- 排球少年！！第二季（小野老師[28]、日向夏[28]）
- 忍者乱太郎（公主）[29]
- 機動戰士GUNDAM 鐵血的孤兒（芙卡·乌诺、塔賓斯的女性）

2016年
- 紅殼的潘朵拉（體育服[30]、主播）
- 重裝武器（清潔服務隊）
- 發條精靈戰記 天鏡的極北之星（妮妮卡、希亞[31]）
- 槍彈辯駁3 －The End of 希望峰學園－ 絕望篇（九頭龍菜摘[32]）
- 時間飛船24（町人）
- 魔法少女育成計劃（良子[33]）
- 排球少年！烏野高中VS白鳥澤學園高中（小野老師[33]）
- 機動戰士GUNDAM 鐵血的孤兒 第二期 （芙卡·烏諾[33]）
- 競女!!!!!!!!（女子）
- 舞武器·舞亂伎 星之巨人 （小孩）
- 魔物獵人物語（ナリキ[33]）

2017年
- 秋葉原之旅 -THE ANIMATION-（卡蒂·萊科寧[34]）
- 新哆啦A夢（女子（1）[35]、載具的聲音、灰姑娘、女子①）
- 人渣的本願（女子A、女學生）
- 有頂天家族2（小孩A）
- 此花綺譚（田邊）

2018年
- citrus（佳奈）
- 漫畫女孩（翼的編輯）
- 魔法少女網站（雫芽紗理奈）
- 惡魔高校D×D HERO（桐生藍華）

2019年
- 同居人時而在腿上，時而跑到腦袋上。（陽[36]）

2020年
- 排球少年!! TO THE TOP (日向夏)

2021年
- 比方說，這是個出身魔王關附近的少年在新手村生活的故事（桔梗）
- 死神少爺與黑女僕（凱特）

2022年
- 與變成了異世界美少女的大叔一起冒險（俾茲德）
- 打工吧！！魔王大人（東海林佳織）

### OVA
2014年
- 翠星上的加爾岡緹亞-遙遠的巡迴航路 前編（邁塔）
- 旋風管家（水蓮寺璐珈）※漫畫單行本第43卷附贈OAD

2016年
- 排球少年！！「VS不及格」（小野老師）
- 魔物娘的同居日常（美洛）※漫畫單行本第11卷附贈OAD

2016年
- 魔物娘的同居日常（美洛）※漫畫單行本第12卷附贈OAD
- 排球少年！！（小野老師）※漫畫單行本第27卷附贈OAD

2017年
- 排球少年！！「特集！赌在春高排球上的青春」（小野老师）

2020年
- 排球少年!! 球之“道”(日向夏)

### 劇場版動畫
2011年
- 旋風管家！HEAVEN IS A PLACE ON EARTH（水蓮寺璐珈）

2015年
- LoveLive! 學園偶像電影（學園偶像）
- 紅殼的潘朵拉（兔女郎、女孩子）

2017年
- 氣球狗迪尼（溫泉蛋製造機）

### 網路動畫
2016年
- 怪物彈珠（小林茉莉子[37]）

### 廣播劇CD
2015年
- 偶像大師 百萬人演唱會！（春日未來）
- 千年戰爭Aigis（日语：千年戦争アイギス 月下の花嫁）（カグヤ[38]）

2016年
- Noble Witches 第506統合戰鬥航空團激鬥！（アドリアーナ・ヴィスコンティ[39]）※小說第5卷附贈CD

2017年
- 打工吧！魔王大人（東海林佳織）
- Noble Witches 第506統合戰鬥航空團激鬥！（アドリアーナ・ヴィスコンティ）※小說第7卷附贈CD
- 問答RPG 魔法使與黑貓維茲（蘇菲·哈涅特）※雜誌Comptiq 2017年12號附贈CD

### 遊戲
2012年
- 輪轉惡魔（日语：わグルま!）（ネーヴェリエル[40]）

2013年
- 偶像大師 百萬人演唱會！（春日未來[41]）
- 秋葉原脫物語2（卡蒂·萊科寧[42]）
- Vividred Operation -Hyper Intimate Power-（天城みずは[43]）

2014年
- 偶像大師 全力以赴（春日未來[44]）
- DYNAMIC CHORD feat.-reve parfait-（鈴原香魚[45]）
- マジカ★マジカ（月橋アイリ[46]）

2015年
- ω 迷宮（日语：オメガラビリンス）（朱宮愛那[47]）
- 音速少女隊 -Photon Angels-（日语：音速少女隊 -Photon Angels-）（菲莉、伊露[48]）
- 問答RPG 魔法使與黑貓維茲（蘇菲·哈涅特[49]）
- 克魯賽德戰記（賽拉[50]）
- 白貓Project（瑪奇娜[51]）
- 美少女戰車隊（日语：しんぐんデストロ〜イ!）（春日未来[52]）
- 戰國姬譚 MURAMASA-雅-（日语：戦国姫譚MURAMASA-雅-）（岩成友通[53]）
- Diss World（ベルタ[54]）
- 東京幻都（北都美月[55]）
- Net High（日语：ネットハイ）（女澤優子[56]）
- 魔法書物語魔法書與聖樹學園（日语：ポップアップストーリー 魔法の本と聖樹の学園）（キララ・オオガミ[57]）
- 魔物娘的同居日常Online（美洛[58]）
- 皇家同花順英雄（日语：しんぐんデストロ〜イ!）（ジョイス・フレイザー[59]）
- 戦国アスカZERO（五郎八姬[60]）
- 戦え！プリンセスドール（神崎茜[61]）

2016年
- 銀河足球隊（ノア[62]）
- Collar×Malice（日语：Collar×Malice）（HANA[63]）
- Code:Realize 〜祝福的未來〜（夏莉·戈登[64]）
- 真空管DOLLS（南希[65]）
- 戰國姬譚 MURAMASA-雅-（日语：戦国姫譚MURAMASA-雅-）（寶藏院胤舜）
- 東京幻都 eX+（北都美月[66]）
- 漂移少女（海谷遙[67]）
- 編隊少女（佐佐井崎羅[68]）
- 武士崛起（トッコ[69]、チョビ[69]、ホーロ[69]）
- IRroid（日语：IRroid）（茅場久美子[70]）
- 戦国アスカZERO（上杉謙信[71]、新免無二[72]、ザビエル[73]）
- 天空のクラフトフリート（メレーヌ）
- 城姫クエスト（日语：城姫クエスト）（上田城、本能寺）

2017年
- 秋葉原脫物語祭！（卡蒂·萊科寧[74]）
- 最終騎士（スカイ[75]）
- 魔獸娘的閨閣（キララ・オオガミ[76]）
- LORD of VERMILION IV（ムムメメ[77]）
- 戦国アスカZERO（三好清海入道[78]）
- ω 迷宮Z（朱宮愛那）
- 偶像大師 百萬人演唱會！劇場時光（春日未來）
- Sevens Story（ポロン[79]、セレン[80]、トッフォー[81]）
- 子彈少女 幻想曲（日语：バレットガールズ）（シルヴィア・オルタンシア[82]）
- Code：Realize ～白銀的奇蹟～（夏莉·戈登）
- 天空のクラフトフリート（ミルシェ）

2018年
- 戦国アスカZERO（三好伊佐入道[83]）
- 星界神話 -ASTRAL TALE-（イヴ [84]）
- WAR OF BRAINS Re:Boot（日语：WAR OF BRAINS）（ベラ[85]）
- SEVENTH DARK（フィオラ・アビス）
- メギド72（サキュバス）
- 碧藍航線（ U-81 [86]）

2019年
- 碧藍航線（ 獨立 [87]）

2021年
- 偶像大師 星耀季節（春日未來[88]）

2023年
- 崩壞：星穹鐵道(黑塔、大黑塔)

### 其它
2010年
- AG学園 あに☆ぶん（日语：AG学園 あに☆ぶん）（春乃千菜）

2011年
- 青春少年兄（日语：キミのとなりで青春中。）（柏木美羽）

### 廣播
※粗體字表示說明仍在放送中
- 山崎遙的僕ら、駆け行く空へ（2011年）
- 東山奈央的「かのんのおと」生日派對2012（2012年、Ustream）[89]
- 東山奈央的「かのんのおと」生日派對2013（2013年、Ustream）[89]
- THE IDOLM@STER MillionRADIO（2013年 - 、NicoNico直播）[90]
- 廣播系的異能戰鬥（日语：異能バトルは日常系のなかで）（2014年 - 2015年1月30日、音泉）[91]
- アブソリュート・ラジオ〜昊陵学園放送部〜（日语：アブソリュート・デュオ）（2014年 - 2015年4月10日、音泉）[92]
- 名為山崎遙的ぴょん吉原本以成為可愛系王道女聲優為目標，卻被自身的御宅氣質妨礙了（日语：ラジオどっとあい）（2015年、AG-ON・超!A&G+）[93]
- 魔物娘的相伴日常對話（日语：モンスター娘のいる日常）（2015年、音泉）[94]
- 愛美和遙的2年A組青春活動部！（日语：愛美とはるかの2年A組青春アクティ部!）（2016年 - 、NicoNico直播）[95]

### 舞台劇
- シズ☆ゲキ ストライド（2016年）[7]

## 音樂作品

### 單曲
| 編號 | 發售日        | 標題                     | 規格編號  | 規格編號  | Oricon最高位 |
| 編號 | 發售日        | 標題                     | 通常盤    | 限定盤    | Oricon最高位 |
| ---- | ------------- | ------------------------ | --------- | --------- | ------------ |
| 1st  | 2018年5月23日 | ゼンゼントモダチ         | GNCA-0529 | GNCA-0528 | 32位         |
| 2nd  | 2021年1月4日  | たとえばそれは勇気の魔法 | GNCA-0615 | GNCA-0614 |              |

### 專輯
| 編號 | 發售日        | 標題          | 規格編號  | Oricon最高位 |
| ---- | ------------- | ------------- | --------- | ------------ |
| 1st  | 2019年8月28日 | C'est Parti!! | GNCA-1557 | 21位         |

## 音樂合作
| 樂曲                     | 音樂合作一覽                                                           | 時期   |
| ------------------------ | ---------------------------------------------------------------------- | ------ |
| ゼンゼントモダチ         | 電視動畫『魔法少女網站』片尾曲                                         | 2018年 |
| たとえばそれは勇気の魔法 | 電視動畫『比方說，這是個出身魔王關附近的少年在新手村生活的故事』片頭曲 | 2021年 |

### 歌曲
| 發售日   | 專輯                                                           | 歌唱者 | 歌曲                                                                               | 出自作品                                       |
| 2011年   | 2011年                                                         | 2011年 | 2011年                                                                             | 2011年                                         |
| -------- | -------------------------------------------------------------- | --- | ---------------------------------------------------------------------------------- | ---------------------------------------------- |
| -        | -                                                              | 春乃千菜（山崎遙） 夏目ひま(寺本來可) 秋津楓(東山奈央)                                                        | 「ROCKET DRIVE」                                                                   | 《AG学園 あに☆ぶん》                           |
| 8月24日  | 僕ら、駆け行く空へ                                             | 水蓮寺璐珈（山崎遙）                                                                                          | 「僕ら、駆け行く空へ」 「Forever Star」                                            | 《劇場版 旋風管家 Heaven Is a Place On Earth》 |
| 2012年   |                                                                | |                                                                                    |                                                |
| 11月28日 | 恋の罠／Precious Nativity                                      | 水蓮寺璐珈（山崎遙）                                                                                          | 「恋の罠」 「Precious Nativity」                                                   | 《劇場版 旋風管家 Heaven Is a Place On Earth》 |
| -        | -                                                              | 春乃千菜（山崎遙）                                                                                            | 「FANTASTIC DAY」                                                                  | 《AG学園 あに☆ぶん》                           |
| 2013年   |                                                                | |                                                                                    |                                                |
| 1月30日  | 旋風管家！Can't Take My Eyes Off You 原聲帶                    | 綾崎颯（白石涼子） 三千院凪（釘宮理惠） 水蓮寺璐珈（山崎遙）                                                  | 「Here I am,Here we are（最終夜ver.）」                                            | 《旋風管家 Can't Take My Eyes Off You》        |
| 2月13日  | リンゴリボン                                                   | 中川加儂（東山奈央） 水蓮寺璐珈（山崎遙）                                                                     | 「リンゴリボン」 「ヘルプルミミ」                                                  | 《只有神知道的世界》                           |
| 2月27日  | 福音                                                           | 水蓮寺璐珈（山崎遙）                                                                                          | 「GIFT」 「月の祈り」 「-paradigm shift-」 「深淵」 「善き少女のためのパヴァーヌ」 | 《旋風管家 Can't Take My Eyes Off You》        |
| 4月10日  | 奇跡のドア                                                     | 哈克雅（早見沙織） 水蓮寺璐珈（山崎遙）                                                                       | 「GRAVITY」                                                                        | 《旋風管家》 《只有神知道的世界》              |
| 4月10日  | 奇跡のドア                                                     | 桂雛菊（伊藤静） 中川加儂（東山奈央） 哈克雅（早見沙織） 水蓮寺璐珈（山崎遙）                                 | 「Acoustic Medley of Hinagiku,Kanon,Haqua,Ruka」 「奇跡のドア」                    | 《旋風管家》 《只有神知道的世界》              |
| 4月24日  | The Idolm@ster Live The@ter Performance 01                     | 765 MillionStars                                                                                              | 「Thank You!」                                                                     | 《偶像大師 百萬人演唱會！》                    |
| 6月26日  | The Idolm@ster Live The@ter Performance 03                     | 春日未来（山崎遙）                                                                                            | 「素敵なキセキ」                                                                   | 《偶像大師 百萬人演唱會！》                    |
| 6月26日  | The Idolm@ster Live The@ter Performance 03                     | 專輯出演者全員                                                                                                | 「Pretty Dreamer」                                                                 | 《偶像大師 百萬人演唱會！》                    |
| 2014年   |                                                                | |                                                                                    | 《偶像大師 百萬人演唱會！》                    |
| 2月5日   | Idol Power Rainbow                                             | 春日未来（山崎遙）                                                                                            | 「Idol Power Rainbow」                                                             | 《偶像大師》                                   |
| 6月4日   | U・N・M・E・I ライブ                                           | 春日未來（山崎遙） 最上静香（田所梓） 箱崎星梨花（麻倉桃）                                                    | 「U・N・M・E・I ライブ」                                                           | 《偶像大師 百萬人演唱會！》                    |
| 7月30日  | The Idolm@ster Live The@ter Harmony 02                         | 春日未來（山崎遙）                                                                                            | 「未来飛行」                                                                       | 《偶像大師 百萬人演唱會！》                    |
| 7月30日  | The Idolm@ster Live The@ter Harmony 02                         | 乙女ストーム！                                                                                                | 「Growing Storm!」 「Welcome!!」                                                   | 《偶像大師 百萬人演唱會！》                    |
| 11月19日 | OverLappers                                                    | 神崎燈代（山崎遙） 櫛川鳩子（早見沙織） 高梨彩弓（種田梨沙） 姬木千冬（山下七海）                             | 「OVERLAPPERS」                                                                    | 《日常生活中的異能戰鬥》                       |
| 11月19日 | OverLappers                                                    | 神崎燈代（山崎遙） 姬木千冬（山下七海）                                                                       | 「異能性發見學」                                                                   | 《日常生活中的異能戰鬥》                       |
| 12月26日 | 《日常生活中的異能戰鬥》 BD第1卷特典CD                         | 安藤寿来（岡本信彦） 神崎灯代（山崎遙）                                                                       | 「Nobody knows,Oh yeah!」                                                          | 《日常生活中的異能戰鬥》                       |
| 2015年   |                                                                | |                                                                                    |                                                |
| 2月18日  | Believe×Believe／アップルティーの味／2/2                       | 茱莉·西格圖納（山本希望） 莉莉絲·布里斯托（山崎遙）                                                           | 「アップルティーの味」                                                             | 《絕對雙刃》                                   |
| 3月12日  | 《偶像大師 百萬人演唱會！》漫畫第1卷CD                         | 春日未來（山崎遙） 最上静香（田所梓）                                                                         | 「GO MY WAY!!」                                                                    | 《偶像大師 百萬人演唱會！》                    |
| 5月8日   | 《絕對雙刃》BD/DVD vol.02 特典CD                               | 莉莉絲·布里斯托（山崎遙）                                                                                     | 「British Exception」                                                              | 《絕對雙刃》                                   |
| 6月19日  | アイ MUST GO！                                                 | 《偶像大師系列》三部作品之主役                                                                                | 「アイ MUST GO!」                                                                  | 《偶像大師》                                   |
| -        | -                                                              | 神崎茜（山崎遙）                                                                                              | 「虹色プリズム」                                                                   | 《戦え！プリンセスドール》                     |
| 8月5日   | 《絕對雙刃》BD/DVD vol.05 特典CD                               | 茱莉·西格圖納（山本希望） 莉莉絲·布里斯托（山崎遙） 穗高雅（今村彩夏） 橘巴（諏訪彩花）                       | 「ハートプラクティス」                                                             | 《絕對雙刃》                                   |
| 8月12日  | 《偶像大師 百萬人演唱會！》漫畫第2卷CD                         | 春日未來（山崎遙）                                                                                            | 「キミはメロディ」                                                                 | 《偶像大師 百萬人演唱會！》                    |
| 8月19日  | 最高速 Fall in Love                                            | 《魔物娘的同居日常》主要角色                                                                                  | 「最高速 Fall in Love」 「Da-Da-Dash！」                                           | 《魔物娘的同居日常》                           |
| 9月2日   | 《絕對雙刃》BD/DVD vol.06 特典CD                               | 茱莉·西格圖納（山本希望） 莉莉絲·布里斯托（山崎遙） 穗高雅（今村彩夏） 橘巴（諏訪彩花）                       | 「Afternoon flavor」                                                               | 《絕對雙刃》                                   |
| 9月16日  | 《魔物娘的同居日常》角色曲 Vol.05                              | 美洛（山崎遙）                                                                                                | 「moon and mermaid」 「frothy love」                                               | 《魔物娘的同居日常》                           |
| 9月30日  | The Idolm@ster Live The@ter Dreaming！01                       | 春日未來（山崎遙） 最上静香（田所梓） 伊吹翼（Machico）                                                       | 「Dreaming！」                                                                     | 《偶像大師 百萬人演唱會！》                    |
| 10月28日 | The Idolm@ster Live The@ter Dreaming！02                       | 天海春香（中村繪里子） 春日未來（山崎遙）                                                                     | 「ハルカナミライ」                                                                 | 《偶像大師 百萬人演唱會！》                    |
| 2016年   |                                                                | |                                                                                    |                                                |
| 2月24日  | LoSe±CoNtRoL                                                   | 兔女郎（村川梨衣） 旗袍（沖佳苗） 體操服（山崎遙）                                                            | 「Uniform Resource Name 」                                                         | 《紅殼的潘朵拉》                               |
| 2月29日  | オメガラビリンス ソングコレクション♪                           | 朱宮愛那（山崎遙）                                                                                            | 「Brave Heart」                                                                    | 《ω 迷宮》                                     |
| 8月10日  | ターンオンタイム！                                             | 春日未來（山崎遙） 最上静香（田所梓） 箱崎星梨花（麻倉桃）                                                    | 「ターンオンタイム！」                                                             | 《偶像大師 百萬人演唱會！》                    |
| 12月12日 | 《偶像大師 百萬人演唱會！》漫畫第5卷CD                         | 春日未來（山崎遙） 最上静香（田所梓） 伊吹翼（Machico）                                                       | 「君との明日を願うから」                                                           | 《偶像大師 百萬人演唱會！》                    |
| 2017年   |                                                                | |                                                                                    |                                                |
| 2月15日  | The Idolm@ster Live The@ter Forward 03                         | 春日未來（山崎遙） 德川茉莉（諏訪彩花） 宮尾美也（桐谷蝶蝶）                                                  | 「メメント? モメント♪ルルルルル☆」                                                 | 《偶像大師 百萬人演唱會！》                    |
| 2月15日  | The Idolm@ster Live The@ter Forward 03                         | Starlight Melody                                                                                              | 「Starry Melody」                                                                  | 《偶像大師 百萬人演唱會！》                    |
| 7月6日   | 《ω 迷宮Z》キャラクターソングCD                                | 朱宮愛那（山崎遙）                                                                                            | 「世界で1つのプレゼント」                                                          | 《ω 迷宮Z》                                    |
| 7月6日   | 《ω 迷宮Z》キャラクターソングCD                                | 朱宮愛那（山崎遙） 茜崎莉央（福原綾香）                                                                       | 「無敵GRAVITY」                                                                    | 《ω 迷宮Z》                                    |
| 7月26日  | The Idolm@ster Million The@ter Generation！01                  | 765 Million AllStars                                                                                          | 「Brand New Theater!」                                                             | 《偶像大師 百萬人演唱會！》                    |
| 8月23日  | The Idolm@ster Million Live! M@ster Sparkle 01                 | 春日未來（山崎遙）                                                                                            | 「未来系ドリーマー」                                                               | 《偶像大師 百萬人演唱會！》                    |
| -        | -                                                              | 上田城（山崎遙）                                                                                              | 「戦場に咲く花」                                                                   | 《城姫クエスト》                               |
| 2018年   |                                                                | |                                                                                    |                                                |
| 1月31日  | The Idolm@ster Million The@ter Generation！04                  | 春日未來（山崎遙） 德川茉莉（諏訪彩花） 七尾百合子（伊藤美來） 矢吹可奈（木戶衣吹） 艾米莉·司徒亞特（郁原優） | 「Princess Be Ambitious!! 」                                                       | 《偶像大師 百萬人演唱會！》                    |
| 7月27日  | The Idolm@ster Million Live! Blooming Clover 第3集限定版特典CD | 天海春香（中村繪里子） 春日未來（山崎遙） 矢吹可奈（木戸衣吹）                                                | 「ONLY MY NOTE」                                                                   | 《偶像大師 百萬人演唱會！》                    |

## 附註
1. ↑  天海春香（中村繪里子）、春日未來（山崎遙）、如月千早（今井麻美）、木下日向（田村奈央）、四條貴音（原由實）、茱莉亞（愛美）、高山紗代子（駒形友梨）、田中琴葉（種田梨沙）、天空橋朋花（小岩井小鳥）、箱崎星梨花（麻倉桃）、松田亞利沙（村川梨衣）、三浦梓（高橋智秋）、水瀨伊織（釘宮理惠）、最上静香（田所梓）、望月杏奈（夏川椎菜）、矢吹可奈（木戶衣吹）、艾米莉·司徒亞特（郁原優）、大神環（稻川英里）、我那霸響（沼倉愛美）、菊地真（平田宏美）、北上麗花（平山笑美）、高坂海美（上田麗奈）、佐竹美奈子（大關英里）、島原埃琳娜（角元明日香）、高槻彌生（仁後真耶子）、永吉昴（齊藤佑圭）、野野原茜（小笠原早紀）、馬場木實（高橋未奈美）、福田法子（濱崎奈奈）、舞濱步（戶田惠）、真壁瑞希（阿部里果）、百瀨莉緒（山口立花子）、横山奈緒（渡部優衣）、秋月律子（若林直美）、伊吹翼（Machico）、北澤志保（雨宮天）、篠宮可憐（近藤唯）、周防桃子（渡部惠子）、德川茉莉（諏訪彩花）、所惠美（藤井幸代）、豐川風花（末柄里惠）、中谷育（原嶋明里）、七尾百合子（伊藤美來）、二階堂千鶴（野村香菜子）、萩原雪步（淺倉杏美）、洛可（中村溫姬）、雙海亞美／真美（下田麻美）、星井美希（長谷川明子）、宮尾美也（桐谷蝶蝶）
2. ↑  我那霸響（沼倉愛美）、春日未來（山崎遙）、豐川風花（末柄里惠）、望月杏奈（夏川椎菜）、横山奈緒（渡部優衣）
3. ↑  春日未來（山崎遙）、伊吹翼（Machico）、七尾百合子（伊藤美來）、真壁瑞希（阿部里果）、望月杏奈（夏川椎菜）
4. ↑  天海春香（中村繪里子）、如月千早（今井麻美）、星井美希（長谷川明子）、島村卯月（大橋彩香）、澀谷凛（福原綾香）、本田未央（原紗友里）、春日未來（山崎遙）、最上静香（田所梓）、伊吹翼（Machico）
5. ↑  米亞（雨宮天）、帕皮（小澤亞李）、賽蕾亞（相川奈都姬）、蘇（野村真悠華）、美洛（山崎遙）、拉克涅拉（中村櫻）
6. ↑  大神環（稻川英里）、春日未來（山崎遙）、北澤志保（雨宮天）、高坂海美（上田麗奈）、周防桃子（渡部惠子）、德川茉莉（諏訪彩花）、豐川風花（末柄里惠）、野野原茜（小笠原早紀）、箱崎星梨花（麻倉桃）、馬場木實（高橋未奈美）、松田亞利沙（村川梨衣）、宮尾美也（桐谷蝶蝶）
7. ↑  天海春香（中村繪里子）、春日未來（山崎遙）、如月千早（今井麻美）、木下日向（田村奈央）、四條貴音（原由實）、茱莉亞（愛美）、高山紗代子（駒形友梨）、田中琴葉（種田梨沙）、天空橋朋花（小岩井小鳥）、箱崎星梨花（麻倉桃）、松田亞利沙（村川梨衣）、三浦梓（高橋智秋）、水瀨伊織（釘宮理惠）、最上静香（田所梓）、望月杏奈（夏川椎菜）、矢吹可奈（木戶衣吹）、艾米莉·司徒亞特（郁原優）、大神環（稻川英里）、我那霸響（沼倉愛美）、菊地真（平田宏美）、北上麗花（平山笑美）、高坂海美（上田麗奈）、佐竹美奈子（大關英里）、島原埃琳娜（角元明日香）、高槻彌生（仁後真耶子）、永吉昴（齊藤佑圭）、野野原茜（小笠原早紀）、馬場木實（高橋未奈美）、福田法子（濱崎奈奈）、舞濱步（戶田惠）、真壁瑞希（阿部里果）、百瀨莉緒（山口立花子）、横山奈緒（渡部優衣）、秋月律子（若林直美）、伊吹翼（Machico）、北澤志保（雨宮天）、篠宮可憐（近藤唯）、周防桃子（渡部惠子）、德川茉莉（諏訪彩花）、所惠美（藤井幸代）、豐川風花（末柄里惠）、中谷育（原嶋明里）、七尾百合子（伊藤美來）、二階堂千鶴（野村香菜子）、萩原雪步（淺倉杏美）、洛可（中村溫姬）、雙海亞美／真美（下田麻美）、星井美希（長谷川明子）、宮尾美也（桐谷蝶蝶）、白石紬(南早紀)、櫻守歌織(香里有佐)

## 外部連結
- 山崎遙官方網站 （页面存档备份，存于）（日語）
- Horipro官方網站 （页面存档备份，存于）（日語）
- 山崎遙官方網站 （页面存档备份，存于）（日語）
- 山崎遙的X（前Twitter）
- 山崎遙的Instagram帳戶（日語）